# 1761 a tudományban
Az 1761. év a tudományban és a technikában.

## Díjak
- Copley-érem: Nem került kiosztásra

## Születések
- január 17. - James Hall geológus, fizikus († 1832)
- február 1. - Christian Hendrik Persoon mikológus († 1836)
- június 7. - John Rennie mérnök († 1821)
- november 30. - Smithson Tennant kémikus († 1815)
- december 21. - Jean-Louis Pons csillagász († 1831)
- december 25. - William Gregor mineralógus († 1817)

## Halálozások
- április 7. - Thomas Bayes, matematikus (* kb. 1702)
- május 14. - Thomas Simpson matematikus (* 1710)
- november 30. - John Dollond optikus (* 1706)